# Kanton Louviers
Der Kanton Louviers ist seit 2015 eine französische Verwaltungseinheit im Arrondissement Les Andelys im Département Eure in der Region Normandie; sein Hauptort ist Louviers.

## Gemeinden
Der Kanton besteht aus sieben Gemeinden mit insgesamt 24.284 Einwohnern (Stand: 1. Januar 2022) auf einer Gesamtfläche von 67,96 km²:
| Gemeinde                 | Einwohner 1. Januar 2022 | Fläche km² | Dichte Einw./km² | Code INSEE | Postleitzahl |
| ------------------------ | ------------------------ | ---------- | ---------------- | ---------- | ------------ |
| Andé                     | 1.324                    | 5,31       | 249              | 27015      | 27430        |
| Heudebouville            | 809                      | 9,28       | 87               | 27332      | 27400, 27600 |
| Incarville               | 1.352                    | 8,35       | 162              | 27351      | 27400        |
| Louviers                 | 18.347                   | 27,06      | 678              | 27375      | 27400        |
| Saint-Étienne-du-Vauvray | 890                      | 8,84       | 101              | 27537      | 27430        |
| Saint-Pierre-du-Vauvray  | 1.231                    | 5,22       | 236              | 27598      | 27430        |
| Vironvay                 | 331                      | 3,90       | 85               | 27697      | 27400        |
| Kanton Louviers          | 24.284                   | 67,96      | 357              | 2714       | –            |